# Piotr Șelohonov

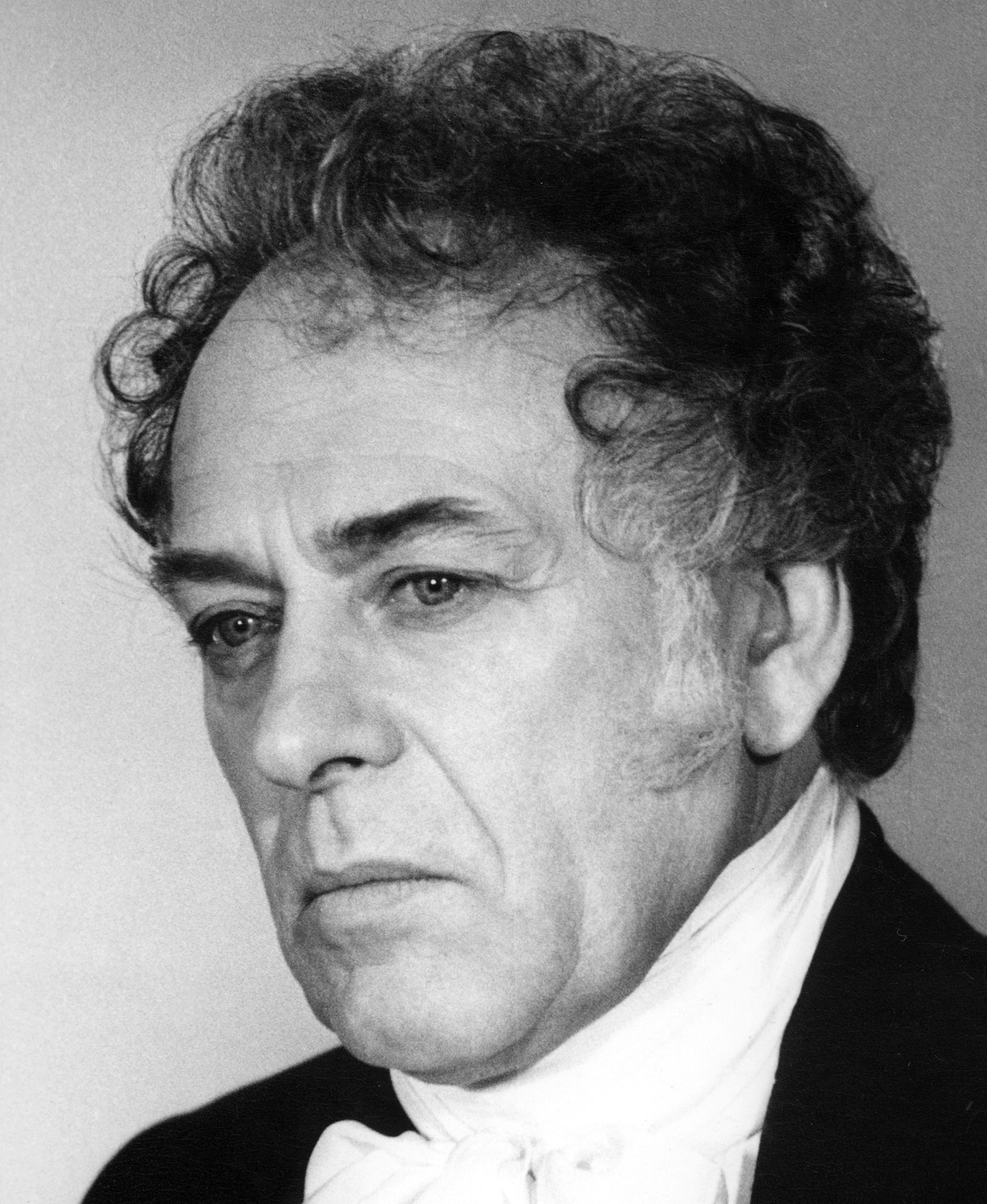
Piotr Şelohonov în rolul Contelui Vielgorski

Piotr Illarionovici Șelohonov (în rusă Пётр Илларионович Шелохонов; n. 15 august 1929 – 15 septembrie 1999) a fost un actor de film și teatru, precum și regizor sovietic și rus.

## Biografie

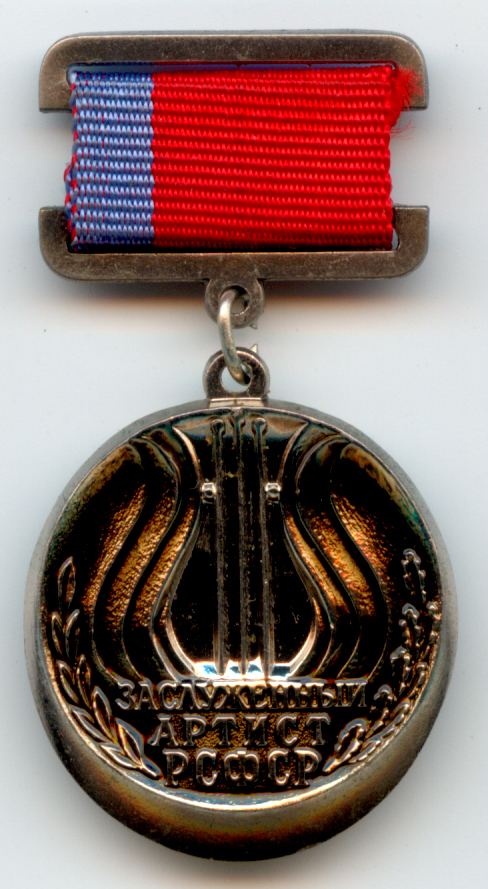
Petr Chelokhonov -Actor de Onoare al Rusiei

Petr Shelokhonov s-a născut în Polonia la 15 august 1929. Strămoșii săi se trag din Statele baltice, Ucraina și Polonia. A fost predestinat să practice medicina, la fel ca și tatăl său, dar soarta lui a fost deviată de venirea războiului. A supraviețuit ocupației naziste din timpul celui de-al Doilea Război Mondial. A fost arestat de naziști și a fost rănit grav la frunte dar a scăpat și s-a refugiat în munți la partizani. In război, șrapnel a făcut o rană vizibilă pe frunte, dar a vrut să fie actor de film.
Acolo și-a descoperit Piotr Șelohonov talentul de actor. Îi parodia pe Hitler și pe naziști în fața camarazilor săi partizani. Spectacolele lui ajutau la ridicarea moralului într-un moment critic în care partizanii luptau să supraviețuiască. Această experiență a accentuat caracterul său plin de umilință și modestie. Din cauza cicatricii de la frunte, semnul de război, o carieră actoricească părea un vis imposibil; dar Piotr era hotărât. A creat păpuși și un ecran și a lucrat în propriul său teatru de păpuși între 1943-1945. În spectacolul său intitulat “Petrică și lupul” reușea să mânuiască patru păpuși cu patru voci, și în plus cânta și la acordeon. Dădea spectacole pentru pâine și din când în când pachete lansate de armata americană, și astfel a fost foarte norocos să supraviețuiască până la sfârșitul celui de-al Doilea Război Mondial.
În 1945 a devenit student și a studiat pianul la Conservatorul de Muzică din Kiev, de asemenea cânta la acordeon pe scenă. Piotr Ilici Ceaikovski și Serghei Rahmaninov erau compozitorii săi favoriți precum și muzica lui Glenn Miller, Ella Fitzgerald, Frank Sinatra și alte vedete pe care le auzea la spectacolele de radio prinse la Vocea Americii. A reușit să supraviețuiască prin cele mai cumplite realități de viață sub dictatura sovietică; S-a mutat în orașul Siberian Irkutsk și a terminat Școala Dramatică din Irkutsk. A lucrat la Teatrul Dramatic din Irkutsk în anii ’50, apoi la Teatrul Dramatic al lui Chekhov din orașul Taganrog în anii ’60. Ulterior și-a petrecut cea mai mare parte a carierei sale de actor între Moscova și St. Petersburg, Rusia, Odesa și Kiyiv, Ucraina.
Apariții de succes la televiziune l-au făcut Petr Șelohonov cunoscut pentru studiouri de film și în curând și-a făcut debutul pe marele ecran în filmul intitulat "Enemy Hidden" (1968). Piotr Șelohonov a jucat un spion bun caută, care a fost ucis pe ascuns oameni și infiltrarea rangul sovietic și fișier purtând o uniformă de căpitan sovietic. Lansarea filmului a coincis cu atac real pe Brejnev liderul sovietic de un om înarmat care a pătruns în poartă uniformă sovietică Kremlinul din Moscova. Brejnev, șeful poliției, a scris furios o scrisoare către Partidului Comunist Sovietic cerând ca acest film "anti-sovietic" să fie interzis. Imediat filmul a fost interzis și Piotr Șelohonov a fost cenzurat. Apoi filmul a fost modificat și refăcut pentru difuzare ulterioară în 1969 acum cu denumirea Razvyazka (1969). În ea spion, jucat din nou de Piotr Șelohonov, poartă o cămașă albă în loc de o uniformă sovietică, pentru că KGB-ul sovietic a ordonat realizatorilor să facă astfel de modificări.
Petr Șelohonov a interpretat numeroase roluri principale și secundare în producții de filme, atât rusești cât și internaționale, iar filmografia sa include peste 80 de roluri de film și televiziune. A apărut în filme alături de Kirill Lavrov, Vitali Solomin, Natalia Fateeva, Sophie Marceau, Sean Bean, James Fox, Alfred Molina,  și mulți alții. De asemenea a interpretat peste 100 de roluri în producții teatrale atât rusești cât și internaționale. A interpretat rolul principal (Sam) în ‘Photo Finish’, în scenariul și regia lui Peter Ustinov.
Lui Petr Șelohonov i s-a decernat distincția de Actor de Onoare al Rusiei (1979).

## Acteur de cinéma
•	1967: Quelques pas dans le soleil  (Шаги в солнце) - Soldat inconnu. 
•	1968: Les Trois ans (Три года) - Laptev 
•	1969: Le Dénouement (Развязка) - Vladimir Sotnikov 
•	1969: Roquer (Рокировка в длинную сторону) – Savant  
•	1970: Franz Liszt (Ференц Лист) - Michael Glinka 
•	1970: Lioubov Iarovaïa (Любовь Яровая) - Mazoukhine 
•	1970: Ici le crépuscule du matin est doux (А зори здесь тихие TB) - Sergeant Vaskov 
•	1970: Loin de Moscou (téléfilm) (Далеко от Москвы TB) – Batmanov 
•	1971: La nuit sur le 14e parallèle (Ночь на 14-й паралели) – Éditeur 
•	1971: Dauria (Даурия) – Severian Oulybine 
•	1971: Vous voulez rire ? (Шутите?) – Patron  
•	1971: Fait-il chaud ou fait-il froid (Холодно - горячо) – Podorojny 
•	1972: "Le Domptage de feu" (Укрощение огня) - Michael Kareline, savant 
•	1972: Grand  maître (Гроссмейстер) – Beau-père 
•	1972: La route qui était tellement longue  (Такая длинная, длинная дорога) - Commissaire 
•	1973: L’identification (Опознание) – Colonel 
•	1974: La Mesure réciproque (Ответная мера) – Sergeï Peresada 
•	1975: C’est en batail que tu en auras (Обретешь в бою) – Sergeïev 
•	1976: Cela me touche pas  (Меня это не касается) – Pankatov 
•	1976: La Confiance (Доверие) – Petrovsky 
•	1976: Vitali Bianki (Виталий Бианки) – Presentateur et narrateur 
•	1977: Les Premières joies (Первые радости) – Dorogomilov 
•	1978: Trois jours pluvieux (Три ненастных дня) - Détective 
•	1978: L’Instant décide tout  (Всë решает мгновение) – Matveiev, directeur sportif 
•	1979: Un été extraordinaire (Необыкновенное лето) – Dorogomilov 
•	1979: Le Voyage dans une autre ville (Путешествие в другой город) – Directeur 
•	1980: La Vie et avantures de trois amis. Première partie  (Жизнь и приключения четырех друзей - 1) – Garde champètre 
•	1981: Les Rendez-vous en retard (Поздние свидания) - Père de Lena 
•	1981: La Vie et aventures de trois amis. Deuxième partie  (Жизнь и приключения четырех друзей 2) – Garde champètre 
•	1981: La Vérité de lieutenant Klimov (Правда лейтенанта Климова) – Tchervonenko 
•	1981: Le 20 décembre (Двадцатое декабря (фильм)) – Zaroudny 
•	1981: La Fille et un Chevalier (Девушка и Гранд) – Directeur sportif 
•	1981: Le Syndicat 2. (Синдикат 2) – Ivan Fomitchev 
•	1982: Les Douanes (Таможня) – Chef des douanes 
•	1982: L’Année du solei actif (Год активного солнца) – Proviseur 
•	1982: Liszt Ferenc (Ференц Лист ТВ) – Comte Vielgorsky 
•	1982: La Voix (Голос) – Directeur de production 
•	1983: La Grande ligne  (Магистраль (фильм)) – Gadalov 
•	1983: Le Lieu de l’action  (Место действия) - Ryabov 
•	1984: Le Testament du professeur Dowel  (Завещание профессора Доуэля) 
•	1984: Deux versions d'une collision (Две версии одного столкновения) - Pavlov 
•	1985: Sofia Kovalevskaïa (Софья Ковалевская) - l'Académicien Ivan Setchenov 
•	1985: Les Adversaires (Соперницы) - Semenitch 
•	1985: Le contrat du siècle (Контракт века) - Ministre 
•	1986: La dernière route (Последняя дорога) - Stefanovitch 
•	1986: L’Express « Flèche rouge » (Красная стрела) - Ioussov 
•	1987: Le Milieu d’habitation (Среда обитания) - Détective 
•	1987: L’Homme qui a de la chance (Везучий человек) 
•	1987: Ile Moonsund (Моонзунд) - Andreïev 
•	1988: Le Pain, c’est le substantif  (Хлеб - имя существительное) - Akim Akimytch 
•	1991: Mon meilleur ami, Général Vassili, fils de Joseph Stalin - Colonel Savinyh 
•	1997: Anna Karenina (film din 1997), est un film de Bernard Rose avec Sophie Marceau - Kapitonitch, le majordome de Karénine

## Acteur de scène
•	1959 : Hamlet (Гамлет) - Hamlet 
•	1960 : Histoire qui s’est passée en Irkoutsk (Иркутская история) - Victor
•	1960 : Le Poème du pain (Поэма o Хлебе) - Senja 
•	1961 : L’Emprunt aux Nibelungen (Кредит у Нибелунгов) 
•	1961 : Le Garçon d’or  (Золотой мальчик) - Golden Boy 
•	1962 : La Nuit de l’eclipse de Lune (В ночь лунного затмения) - Divana 
•	1962 : L’Océan (pièce) (Океан) - Chasovnikov, Platonov 
•	1963 : Le Train blindé 14-69 (Бронепоезд 14—69) - Waska Pepel 
•	1963 : Les Bas-fonds (На дне) - Satin 
•	1964 : L’Oncle Vania (Дядя Ваня) - Vania 
•	1965 : Ivanov (Иванов) - Ivanov 
•	1966 : La Mouette "(Чайка)" - Trépliev 
•	1967 : Les Trois Sœurs (Три сестры) - Tuzenbach 
•	1968 : Platonov - Platonov 
•	1970 : Ici le crépuscule du matin est doux  (А зори здесь тихие) - Sergent Vaskov 
•	1971 : Loin de Moscou  (Далеко от Москвы) - Batmanov 
•	1975 : La Mort d'Ivan le Terrible (Смерть Иоанна Грозного) - Zacharjin Jurijev 
•	1976 : Le Tsar Fédor Ivanovitch (Царь Фёдор Иоаннович) – Archevêque Job
•	1977 : Le Tsar Boris (Царь Борис) – Prince Golitzine 
•	1978 : Le Nid de tétras (Гнездо глухаря) - Soudakov 
•	1981 : Les Variations (Тема с вариациями) - Dmitri Nikolaevich 
•	1988 : La Terre promise par W. Somerset Maugham (Земля обетованная) - Wikhem 
•	1991 : Le Photo-finish (Фотофиниш) - Sam 
•	1993 : Les Antiquités  par  Anne Pukkemaa (Антиквариат) - Johansson
•	1994 : Nu-pieds à travers le parc (Босиком по парку) - Victor Velasco 
•	1997 : La Passagère (Пассажирка) - Passager

## Metteur en scène
1993 – Isabelle (sur une pièce de Irving Leitner)
1967 - Lecture de Lénine (sur la pièce de Irving Leitner)
1967 - Les filles de la rue de l'Espérance (sur la pièce de A. Mamlin)
1966 – L’obélisque (sur la pièce de A. Mamlin)
1966 – Platonov (sur la pièce de Tchekhov)
1965 - Ivanov (sur la pièce de Tchekhov)
1965 – Le shadowboxing (après B. Tour)
1964 – La sainte nitouche (sur la pièce de A. Chavrin)
1963 - Les amis et les années (sur la pièce de L. Zorin)

## Website
- Petr Shelokhonov Website